# ادل زنده ۲۰۱۶
ادل زنده ۲۰۱۶ سومین تور - کنسرت ادل خواننده و ترانه‌سرای بریتانیایی بود که در حمایت از سومین آلبوم او یعنی ۲۵ انجام می‌شد. این تور از ۲۹ فوریه ۲۰۱۶ در شهر بلفاست، ایرلند آغاز شد و تا ۱۵ نوامبر ۲۰۱۶ ادامه یافت.

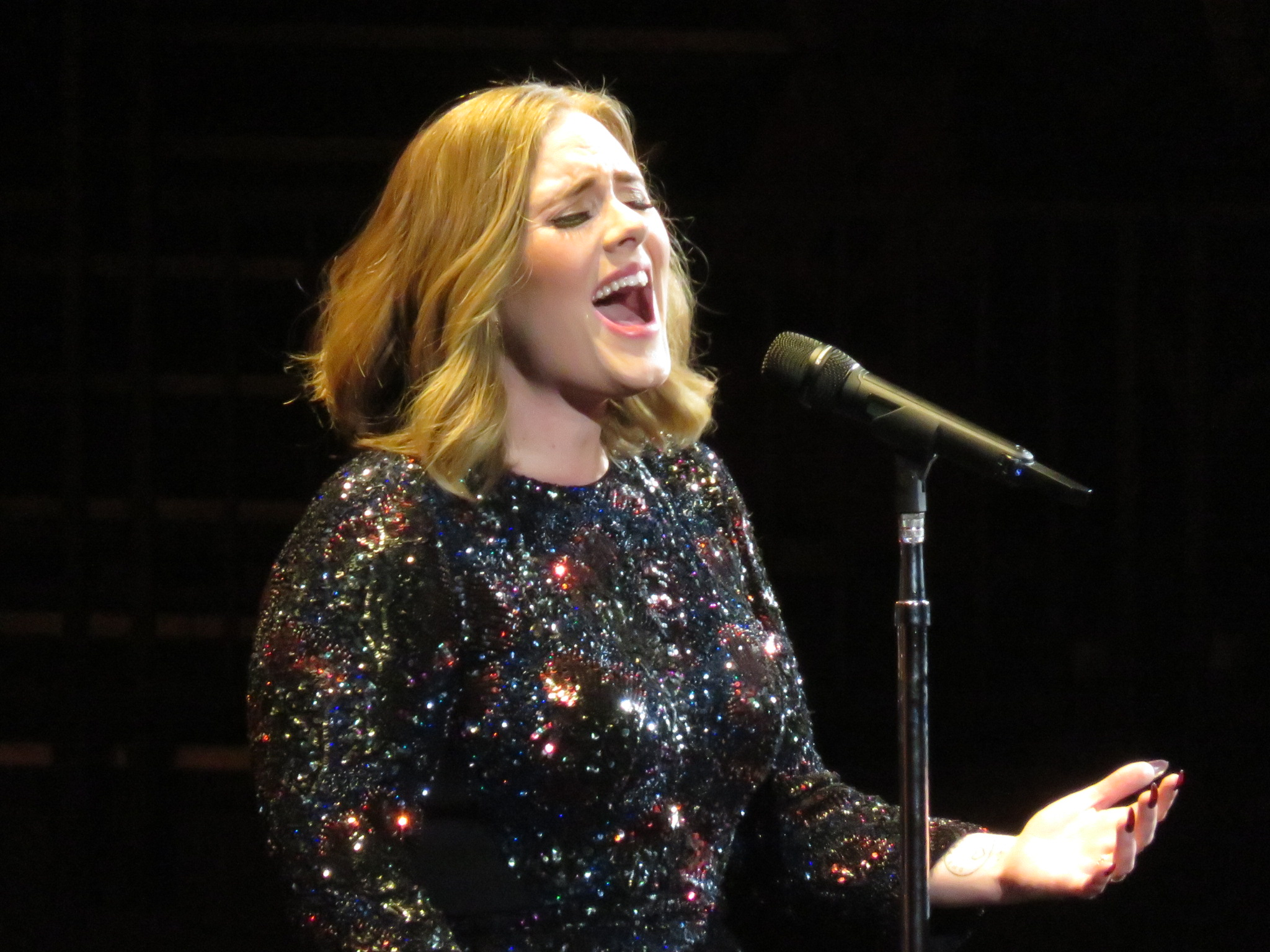
اجرای ادل در بیرمینگهام مارس ۲۰۱۶